# Plesiopithecus
Plesiopithecus — вимерлий рід ранніх приматів стрепсірину з пізнього еоцену.

## Етимологія
Назва роду Plesiopithecus походить від грецького кореня plesi- (πλησίος, plēsios), що означає «біля», і грецького слова πίθηκος (pithekos), що означає «обманщик», яке історично використовувалося як «мавпа». Назва виду походить від грецького слова τερασ (teras), що означає «чудова або дивовижна тварина».

## Анатомія і фізіологія
З довжиною черепа майже 53 мм плезіопітек був стрепсириновим приматом середнього розміру. Його череп відрізняється високою мордою, кліноринхом і відносно великими орбітами. Він має дуже великі верхні ікла, які прямі та стиснуті з обох боків, і мають корені, які простягаються глибоко в верхню щелепу. Верхніх різців не виявлено. Неідентифікований нижній передній зуб також збільшений і лежить. Має три премоляри і три моляри, розмір яких зменшується спереду назад. Верхні моляри прості, без гіпоконуса. Нижні моляри відносно широкі.

## Поведінка
Його великі орбіти дозволяють припустити, що плезіопітек вів нічний спосіб життя. Через схожість черепа та зубів з ай-ай та ознаки зношування на кінчиках його передніх зубів, вважається, що він висвердлює отвори в деревині в пошуках м’якотілих комах, які, ймовірно, складають його раціон.